# Gyumri
Gyumri (in armeno Գյումրի?) è una città dell'Armenia di circa 146 200 abitanti (2009), capoluogo della provincia di Shirak in Armenia.
È situata nella parte nord-occidentale dello stato a 120 km dalla capitale Erevan ed è la seconda città più popolosa del Paese.

## Origini del nome
Il toponimo di questa località ha subito numerosi cambiamenti nel corso della sua storia; nota inizialmente come Kumayri, divenne poi Alessandropoli (Aleksandropol') tra il 1840 ed il 1924, poi Leninakan dopo la morte di Lenin e fino alla dissoluzione dell'Unione Sovietica nel 1990 quando prese l'attuale denominazione.

## Storia

### Origine
Il primo insediamento della città si suppone essere stato opera di alcuni colonizzatori greci nel V secolo a.C., intorno al 401 a.C. circa. Un'ipotesi alternativa vuole che la città sia stata fondata da una tribù di Cimmeri, basandosi sul fatto che la regione venne conquistata da questo popolo intorno al 720 a.C. e che il nome originario della città fosse Kumayri.

### L'arrivo dei Russi
L'insediamento restò relativamente modesto per i secoli successivi fino a quando non divenne una fortezza russa intorno al 1837. La città entrò a far parte del territorio russo a seguito della Guerra russo-persiana, quando nel 1804 divenne il primo centro dell'Armenia orientale a diventare terra di conquista russo e fu in questo periodo che divenne uno dei centri più importanti del Transcaucaso. Nel 1829, sulla scia della Guerra russo-turca la città assistette ad un grande flusso migratorio di circa 3.000 famiglie armene provenienti dalle città di Kars, Erzurum e Dogubeyazit e da altre località appartenenti all'Impero Ottomano.
Nel 1837 lo zar Nicola I giunse a Gyumri e la ribattezzò Alessandropoli (Aleksandropol') in onore di sua moglie Carlotta di Prussia, che si era ribattezzata con il nome di Aleksandra Fёdorovna a seguito della sua conversione alla Chiesa cristiana ortodossa.
Nel 1876 vi nacque il filosofo, scrittore e mistico Georges Ivanovič Gurdjieff.
Fu sede del Trattato di Alessandropoli, siglato il 2 dicembre 1920.

### Il terremoto
La città è stata colpita da un violento terremoto nel 1988 da cui ha subito ingenti danni, infatti era la città più industrializzata del Paese oltre al fatto che per molti anni a venire la popolazione ha vissuto nei container. 
Nella città è stata eretta una statua dedicata al cantante franco-armeno Charles Aznavour che ha raccolto fondi per il soccorso alla popolazione nel dopo terremoto.

## Infrastrutture e trasporti
La città è dotata di un aeroporto che è secondo per importanza, a livello nazionale, all'aeroporto internazionale Zvartnots di Erevan.
È presente una stazione ferroviaria sulla ferrovia Kars-Gyumri-Tbilisi, attiva solo nella tratta Gyumri-Tbilisi.

## Sport

### Calcio
Il club calcistico cittadino è il Shirak Giumri che milita nella massima divisione nazionale (Gyumri City Stadium).